# Sociální interakce

Společenská večeře, Toronto 1925

Sociální interakce je proces, který spočívá v působení jedince nebo skupiny na jiného jedince nebo skupinu. Tento proces může mít podobu verbální i neverbální. Jde o jakoukoli formu setkání mezi jedinci. Toto působení vyvolává reakci.
Giddens popisuje sociální interakci jako jakoukoliv formu setkání mezi jedinci. Může mít povahu formální (hosté na večírku) či neformální (komunikace dětí ve školní třídě). Jandourek hovoří o jednání, jehož důsledkem je vzájemné ovlivňování jedinců nebo skupin. K sociální interakci tedy dochází, když jednání jedné osoby (skupiny) vyvolá jednání jiné osoby (skupiny). K základním formám sociální interakce pak patří například kooperace nebo konflikt.

## Druhy sociální interakce
Kopecká uvádí následující druhy sociální interakce:
- přímá interakce: uskutečňuje se přímým kontaktem tváří v tvář
- nepřímá interakce: probíhá zprostředkovaně třetí osobou či komunikačními prostředky – např. médii či mluvčími
- záměrná interakce: úsilí, nejčastěji rodičů a učitelů, ovlivňovat, vyučovat a vychovávat dítě
- nezáměrná interakce: probíhá každodenním vlivem osob v neformálních situacích, kdy jedinec pozoruje sociální model a s ním se ztotožňuje

### Typy sociální interakce dle Thompsona
John Thomson rozlišuje 3 typy sociální interakce:
- interakce tváří v tvář (např. rozhovor v kavárně; odehrává se v jednotném času a prostoru, použitá i neverbální komunikace, má konkrétního příjemce, dialog, je tam zpětná vazba)
- mediovaná interakce (např. telefonát, psaná korespondence; odehrává se v časové separaci, má konkrétního příjemce, dialog – chronologická komunikace)
- mediovaná kvaziinterakce (vazba mezi produkcí a recepcí mediovaných obsahů, které jsou publiku odesílána v rámci mediální komunikace; odehrává se v časové separaci, má neurčitou sumu potenciálních příjemců, je monologická, podobá se tedy mediované interakci)
  - kvazi: příjemcem je neidentifikovatelná skupina lidí (monologičnost, minimální zpětná vazba)

Mediovaná interakce a mediovaná kvaziinterakce používají nižší spektrum symbolů, aby zjednodušila porozumění.

## Chyby v sociální interakci
- haló efekt: zaujetí postoje k člověku dle jednoho převažujícího rysu – např. špatné známky, neupravenosti
- první dojem: zmýlení prvním osobním kontaktem – např. z upravenosti vyvozujeme dokonalost i v chování
- efekt sociálního postavení: odlišnost chování k lidem z vyšší a nižší společnosti – např. profesor vzbuzuje větší důvěru než jeho asistent (odborný asistent)
- projekce: promítání sebe sama do druhého – např. rodiče své sny promítají do dětí
- předsudky a stereotypy: zaběhnuté nepravdivé názory zkreslující skutečnost, např. zaostalost východu

## Utváření sociálních vztahů
Nejvýznamnější ze skupin utvářející člověka je rodina. Ta formuje sociální osobnost již od raného dětství.
Za prvotní fázi sociální interakce lze považovat vztah matky a dítěte. Dítě se dozvídá svou sociální úlohu, s ní se ztotožňuje a setkává se s reakcemi na své projevy a samo nějakým způsobem reaguje.

## Proces socializace
Socializace je základním problémem každé společnosti. U jedinců, kde socializace neproběhla, se nevyvinula schopnost vstupovat do běžných interakcí, a proto se nedokáží přizpůsobit normám běžného soužití.